# В полном действии
«В полном действии» — второй студийный альбом рэп-объединения «Объединённая Каста», выпущенный концерном «Видеосервис» на компакт-дисках и аудиокассетах 22 октября 2000 года.
Альбом является сборником песен ростовских рэп-групп и свободных рэп-исполнителей, входящих в рэп-объединение «Объединённая Каста»: «Каста», «Западный сектор», «Грани», «Бледнолицые нигга’дяи», «Песочные люди», Тэйк, Карабасс. По форме и содержанию альбом стал продолжением «Трёхмерных рифм». Летом 2000 года «Змей» покинул «Западный сектор» и присоединился к группе «Грани», а в «Секторе» появился новый участник — «Майор». Диск посвящён «Песочным людям», находившимся в период записи в тюрьме. Именно им был адресован фристайл от Шыма и Влади, впоследствии переросший в полноценный трек «Нашим пацанам посвящается» (2001).
Альбом состоит из 16 треков и был записан в ростовской домашней студии Влади летом 2000 года. В записи приняли участие рэп-группы «Ю.Г.» (Москва) и «Злой Дух» (Казань). По причине отказа музыкального издательства «Студия Миксмедиа» на альбом не попал трек, записанный совместно с Лигалайзом во время гастролей группы «Легальный бизне$$» в Ростове 30 июня 2000 года. Саунд-продакшн (музыка, запись, сведение) для альбома сделал Влади, а тексты каждый написал себе сам. Главным хитом с альбома стала песня «Наши люди».

## Список композиций
| Номер трека | Название                                      | Участвует                                                  | Музыка |
| ----------- | --------------------------------------------- | ---------------------------------------------------------- | ------ |
| 01          | Ростов-Москва                                 | «Каста» и «Ю.Г.»: Влади, Кит, MF, Хамиль, Шымон, Винт, Мак | Влади  |
| 02          | К солнцу                                      | «Злой Дух» и «Каста»: Злой, Влади, Хамиль, Шымон           | Злой   |
| 03          | Эхо войны                                     | «Западный сектор»: Кактус, Майор, Диггер                   | Влади  |
| 04          | Наши люди                                     | «Каста»: Шымон, Хамиль, Влади                              | Влади  |
| 05          | Оставайся тем…                                | «Бледнолицые нигга’дяи»: Панама, Ситар, Кальян             | Влади  |
| 06          | До потери пульса                              | Карабасс                                                   | Влади  |
| 07          | Поэт                                          | «Грани» feat. Дымка: Тигра, Тёма, Змей                     | Влади  |
| 08          | Летопись                                      | «Западный сектор» и Змей: Змей, Кактус                     | Влади  |
| 09          | Время (remix)                                 | «Песочные люди»: Джин, Сайк (Псих)                         | Влади  |
| 10          | Призрак судного дня                           | «Каста» feat. Маша: Шымон, Влади, Хамиль, Тэйк             | Влади  |
| 11          | К солнцу (remix)                              | «Каста» и «Злой Дух»: Злой, Влади, Хамиль, Шымон           | Влади  |
| 12          | Загадка                                       | Тэйк                                                       | Влади  |
| 13          | Фристайл (июнь 2000)                          | Шымон и Влади                                              | Влади  |
|             | Bonus Tracks:                                 |                                                            |        |
| 14          | Первый удар (bonus track)                     | «Каста '97»: Влади, Баста Хрю, Шымон, Будда, Волк, Тэйк    | Влади  |
| 15          | Ростов-Москва (инструментал) (bonus track)    |                                                            | Влади  |
| 16          | До потери пульса (инструментал) (bonus track) |                                                            | Влади  |

## Критика
13 декабря 2000 года обозреватель минской «Музыкальной газеты» Киндут подытожил, что это настоящий уличный стайл:
Откройте глаза, где ваши уши - КАСТА в вашем городе! 13 горячих треков изменят ваше понимание об отечественном хип-хопе: КАСТА и Ю.Г., КАСТА и ЗЛОЙ ДУХ, ЗАПАДНЫЙ СЕКТОР, БЛЕДНОЛИЦЫЕ НИГГА'ДЯИ, Карабасс, ГРАНИ, Тэйк, ПЕСОЧНЫЕ ЛЮДИ, ЗАПАДНЫЙ СЕКТОР и Змей плюс фристайл от Шымона и Влади. Музыка почти везде отвальная, слова - на высоте. Прикололи - "К Солнцу" - и оригинал, и ремикс, "Наши люди", "Призрак судного дня", исполненная с русской Tekitha - Машей, хорошие стихи в "Эхо войны", "До потери пульса", исполненная Карабасс. Похуже - "Поэт" и "Загадка". Офигительно прикольная фишка - "Фристайл (июнь 2000)", где в начале парни читают письмо ПЕСОЧНЫХ ЛЮДЕЙ из заключения...
Настоящий уличный стайл. Ты еще не купил? Смотри, не прозевай...
12 октября 2004 года главный редактор портала Rap.ru, Андрей Никитин, описывая биографию группы «Каста», отметил:
Ростовский хардкор уверенно заявлял о себе всей стране, приобретая все больше новых поклонников. Андеграундная стилистика Касты все больше вступала в противоречие с тогдашним рэп-мейнстримом...  Искренность ростовчан подкупала, компетентность во всех аспектах происходящего на улицах заставляла уважать, разбитной ростовский говор добавлял их темам своеобразия.